# Zala (gmina Železniki)
Zala – wieś w Słowenii, w gminie Železniki. W 2018 roku pozostawała niezamieszkana.